# イストリアン・コースヘアード・ハウンド

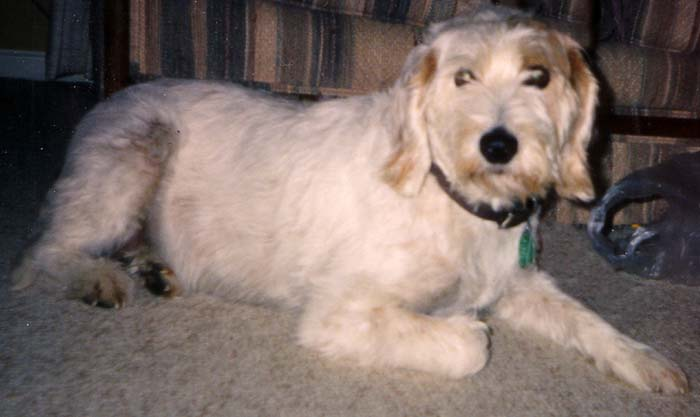
イストリアン・コースヘアード・ハウンド

イストリアン・コースヘアード・ハウンド（英：Istrian Coarse-haired Hound）とは、クロアチア原産（本来はイストリア半島原産）のセントハウンド犬種である。別名はイストリアン・ラフヘアード・ハウンド（英：Istrian Rogh-haired Hound）、イストリアン・ワイアーヘアード・ハウンド（英：Istrian Wire-haired Hound）など。
イストリアン・スムースヘアード・ハウンドは、これの原種である。

## 歴史
19世紀半ばにイストリアン・スムースヘアード・ハウンドをより優秀な猟犬として改良するため、ブリケ・グリフォン・バンデーンを交配させて作出された。この改良によって声が更によく通るようになり、コートも全天候対応になり、あらゆる地形・天候であっても狩猟が行えるようになった。
本種もスムースヘアード種と同じく、流血した野ウサギやキツネ、イノシシを狩るために使われた。小規模なパック若しくは単独で血の臭いを追跡し、追い掛け回して弱らせ、追い詰めるのが本種の仕事である。仕留めるのは本職ではなく、たいていは主人が猟銃で止めを刺す。
スムースヘア種と同じく、高い人気を得たが、2度の世界大戦とユーゴスラビア紛争によってブリーディングが一時中止され頭数が大幅に減少してしまった。紛争の沈静後は愛好家によってブリーディングが再開され、少しずつ頭数を回復していったが、再び別の戦禍により翻弄されてしまった時期もあった。
それはユーゴスラヴィアの解体後に起こった、犬種所有問題である。本種の原産地であるイストリア半島を所有することになったのはクロアチアとスロベニアの2国で、両国はお互いに本種を自国の犬として称すると主張したため、どちらの国を本種の原産国として指定するか激しい論争が交わされた。この論争は数年間続き、決定が二転三転され大きな混乱を引き起こした。このため、一時は名前そのものを奪われ、犬種名を失ってしまった事さえもあった。暴動が起こるため公の場では名前を呼ぶことが出来なくなってしまい、ブリーダーや愛好家など、この犬種に直接携わる人々でさえ、この犬を単にラフ・ハウンド（Rough Hound）と呼ばざるを得ないほどにその様は深刻であった。
この問題は長く続き、犬種名も長らく失ったままであったが、最終的には国際的にクロアチアを原産国として指定することが決定され、イストリア半島がこの犬種のもともとの原産地であったことから、現在のこの犬種名を取り戻すことができた。
その後スムースヘア種よりも1年早く、1948年にFCIに公認犬種として登録された。現在もバルカン半島内では人気の高い犬種であるが、こちらは大半が実猟犬として飼育されている。ペットやショードッグとして飼われているものはまれである。あまりバルカン半島外では飼育されていない犬種である。

## 特徴
コースヘアード種はスムースヘアード種に比べてより実猟犬に向いた犬種である。ペットとして飼うのにはあまり向いていない。体型はスムースヘアード種に比べるとややがっしりとしているが、マズル・首・脚・同・尾は長い。コートはぼさぼさした丈夫で硬いラフコートで、これは雨や雪、茨をしのげるだけでなく、防寒性も非常に高い。毛色はホワイト若しくはミルクを地色として、レモン若しくはオレンジの斑が少し入ったもの。眉毛や口髭もふさふさしていて、硬い。耳は前向きについた三角形の大きな垂れ耳で、尾はふさふさしたサーベル形の垂れ尾。体高46〜58cm、体重16〜24kgの中型犬で、性格は忠実だが、狩猟本能が高く頑固である。生粋の猟犬であまり主人以外の人に
は懐かず、しつけはやや入りにくい。状況判断力などもスムースヘア種の方が上であるが、スタミナや集中力、狩猟本能はこちらの方が高い。声も更によく通り、響く。運動量はスムースヘアード種よりももっと多く、たっぷりとした長めの散歩が必要不可欠である。かかりやすい病気は運動のしすぎによる関節疾患や、高温多湿の環境で飼育した際に起こりやすい皮膚疾患などがある。